# Esteban Gabriel Merino
Esteban Gabriel Merino (Santisteban del Puerto, 1472 - Roma, 28 de julho de 1535) foi um cardeal católico romano espanhol do século XVI.

## Biografia
Nasceu em Santisteban del Puerto em 1472. De uma família de condição mais baixa. Filho de Alonso Merino e Mayor de Amorcuende.
Seu pai morreu quando ele era muito jovem. Fui a Roma com um padre amigo da família. Entrou na casa do Cardeal Ascanio Sforza, onde ocupou cargos menores; com o tempo, obteve melhores posições. Decidiu ingressar no estado eclesiástico e foi dispensado pelo Papa Alexandre VI por ter causado a morte de um clérigo enquanto brincava com uma espada. Na primavera de 1500, esteve com o cardeal Sforza na Lombardia, na segunda invasão francesa, e com o cardeal acabou na prisão em Bourges, onde aprendeu francês; libertado em 3 de janeiro de 1502 foi enviado a Roma por seu protetor para resolver um assunto importante atuando como seu procurador perante o Banco Fugger em 25 de julho de 1503. Participou como conclavista do cardeal nas eleições dos papas Pio III e Júlio II em 1503. Nessa época tornou-se secretário do cardeal e em 1504 foi nomeado protonotário apostólico.
Após a morte de seu protetor, em 28 de maio de 1505, ganhou a confiança do cardeal Francesco Alidosi e do papa Júlio II, que o enviou a Florença para pedir assistência militar no empreendimento de Bolonha, em agosto de 1506. Compareceu, junto com Cardeais Francesco Soderini e Alidosi, primeiro colóquio em Nepi entre o Papa Júlio II e o enviado florentino, Nicolò Machiavelli. Um mês depois, o papa ordenou-lhe que se encontrasse com o rei Fernando I de Espanha em Nápoles. O mesmo papa concedeu-lhe o canonismo e a dignidade de arquidiácono de Baeza na diocese de Jaén, e nomeou-o camareiro e núncio. Em julho de 1507, cumprimentou o rei Fernando em Civitavecchia e negociou a liga contra Veneza. No verão de 1509 acompanhou o cardeal Alidosi numa missão diplomática perante o rei Luís XII de França em Milão e mais tarde permaneceu com ele na legação de Bolonha. De Bolonha regressou a Roma com uma carta de recomendação deste cardeal ao datário, datada de 24 de fevereiro de 1511, que lhe obteve a nomeação de scriptor apostólico (escritor). Após a morte de seus protetores e benfeitores, o Cardeal Alidosi e o Papa Júlio II, entrou ao serviço do Cardeal Marco Cornaro e foi seu conclavista em 1513. O novo Papa Leão X imediatamente o acolheu em sua casa e tentou obter para ele a Sé de Leyden, mas não conseguiu realizar o seu desejo. Pouco depois, o papa elevou Merino ao episcopado e nomeou-o para a sé de Bari, no sul da Itália.
Eleito arcebispo de Bari, mantendo o cargo de escritor apostólico e com licença para receber outros benefícios, em 9 de maio de 1513. Como as rendas da sé de Bari não eram muito altas, recebeu do papa um total de onze benefícios. No final de 1513, ainda não havia recebido a consagração episcopal e um documento de 26 de abril de 1514 ainda o chamava de scriptor das cartas apostólicas. O arcebispo de Bari participou de todas as sessões e de duas congregações gerais do V Concílio de Latrão celebradas após sua promoção ao episcopado; portanto, esteve em Roma nas seguintes datas: 17 de junho de 1513; 5 de maio de 1514; 4 de maio e 15 de dezembro de 1515; 19 de dezembro de 1516; e 27 de fevereiro e 16 de março de 1517. Em 1º de maio de 1514, foi nomeado conde palatino. Em setembro de 1514 visitou pela primeira vez a arquidiocese; ele a governou através de seu vigário geral, Luis de Mexia; também nesta altura pediu ao rei Fernando que lhe assegurasse a futura sucessão na diocese de Jaén, mas o rei morreu antes de cumprir a vontade do arcebispo.
No final de 1514, ele escreveu de Bari ao rei espanhol prometendo-lhe rezar a Deus por ele em sua primeira missa; parece, então, que foi ordenado sacerdote e recebeu a consagração episcopal. Nomeado bispo de Leão, mantendo a sé de Bari, 17 de dezembro de 1516; tomou posse da diocese em 11 de abril de 1517; ocupou a sé até 12 de junho de 1523. Em 1517, o arcebispo Merino ajudou o papa; ele conseguiu um acordo com o cardeal Alfonso Petrucci, centro das intrigas contra o poder papale-mediceo em Florença e Siena; e incutiu novo entusiasmo ao bispo e à cidade de Siena na guerra de Urbino. Quando lhe foi conferida a sé de Leão, foi-lhe imposta a condição de que nela residisse pelo período de dois anos; passado o prazo, o rei da Espanha lembrou-lhe, em 18 de junho de 1519, a promessa que havia feito. Merino mostrou ao papa a carta do rei e o pontífice, que muito apreciou os seus serviços, não permitiu que ele se afastasse naquele momento e dispensou este bispo perante o soberano. No entanto, alguns meses depois, o bispo partiu com a intenção, não de residir, mas de visitar a sua diocese, em março de 1520; mas a situação complicou-se de tal forma que ele não pôde regressar à corte papal durante treze anos, exceto para uma breve visita.
Durante a Guerra de las Comunidades, manteve a cidade de Leão na obediência do rei todo o tempo que lhe foi possível. Mais tarde, foi a Úbeda para ver a sua mãe, que faleceu pouco depois, e a sua presença contribuiu para manter a lealdade de Múrcia, Úbeda e Baeza. O bispo de Jaén faleceu em 5 de novembro de 1520. A Câmara Municipal, o capítulo da catedral e outras pessoas da cidade escreveram ao cardeal de Tortosa, Adriano de Utrecht, solicitando a sua intercessão junto ao rei Carlos I para que os desse por o bispo Gabriel Merino, natural daquela terra e com dignidade na igreja de Jaén; mas o rei não tinha pressa e utilizou as nomeações para recompensar seus apoiadores. Núncio perante o rei da França, com faculdades de ir à Inglaterra se necessário, 1522; sua missão era negociar a paz entre o rei Francisco da França e o Sacro Imperador Romano Carlos V; em 30 de abril de 1522, o rei francês estendeu o salvo-conduto ao núncio para entrar na França; mais tarde, o núncio acompanhou o Papa Adriano VI na sua viagem de Vitória a Tortosa; durante sua missão na França, agiu mais como agente imperial do que como núncio papal.
Após repetidos pedidos, tanto por escrito como pessoalmente, e o apoio de vários intermediários, D. Carlos I finalmente o nomeou para a sua diocese natal. Nomeado bispo de Jaén, mantendo a sé de Bari, 12 de junho de 1523. O cardeal Luis de Aragón renunciou à sé em seu favor graças a um acordo econômico; manteve a sé de Bari até 2 de setembro de 1530. O Papa Adriano VI, ameaçado por uma nova invasão francesa na Itália, aderiu à liga imperial em 3 de agosto de 1523; então, o rei Carlos I pensava que o núncio Merino poderia ser mais útil em Roma do que em França e ia transferi-lo; mas seu plano falhou com a morte do papa em 14 de setembro de 1523 e a conseqüente cessação da nunciatura; o núncio passou então abertamente ao serviço do rei e de novembro de 1523 a maio de 1524 foi o principal negociador entre os dois soberanos. Admitido por algum tempo no Conselho de Estado em 1º de julho de 1526. Foi nomeado fornecedor geral da armada que deveria levar o imperador e seu exército para a Itália; em 2 de agosto de 1529 embarcou em Barcelona na comitiva do monarca e dez dias depois chegou a Gênova; em 8 de outubro do mesmo ano foi credenciado como embaixador imperial perante o Papa Clemente VII; o objetivo da sua missão era acelerar a coroação imperial, preparar o arranjo da Itália e obter ajuda económica a favor de Fernando da Áustria na sua luta contra os turcos. Em 5 de novembro de 1529, o imperador entrou em Bolonha com o Núncio Merino; a coroação ocorreu em 24 de fevereiro de 1530. No final do mês de março seguinte, partiu de Bolonha acompanhando o imperador em sua viagem à Alemanha. Nomeado patriarca das Índias Ocidentais, 2 de setembro de 1530. Em 3 de junho de 1531, o bispo Merino estava doente em Gent, sofrendo de hidropisia. Na primavera de 1532, estabeleceu-se na corte imperial em Ratisbona, quartel-general da nova guerra contra os turcos; apesar da sua repugnância, foi designado fornecedor geral da empresa e assistiu assiduamente às reuniões dos conselhos militares. Durante a segunda entrevista de Bolonha com o Papa Clemente VII foi um dos três ministros imperiais que trataram dos assuntos religiosos da Alemanha e do tema do concílio geral com os cardeais Alessandro Farnesio e Paolo Emilio Cesi. A pedido do imperador, foi elevado ao cardinalato.
Criado cardeal-sacerdote no consistório de 21 de fevereiro de 1533; recebeu o barrete vermelho e o título de S. Vitale, em 3 de março de 1533. Em Roma, assumiu a representação dos interesses imperiais no Colégio dos Cardeais, substituindo o cardeal Garcías de Loaysa y Mendoza, OP, que havia retornado à Espanha. O cardeal Merino teve que cuidar de dois assuntos principais: obter a sentença papal que declararia válido o casamento do rei Henrique VIII da Inglaterra com Catalina de Aragão, tia do imperador; e impedir o encontro entre o Papa Clemente VII e o Rei Francisco I de França para os casamentos de Catarina de Medici com o Príncipe Henri de Orléans; o cardeal teve sucesso na primeira matéria, mas falhou no segundo; ele também falhou em suas aspirações de ser promovido à sé primacial de Toledo e ao trono de São Pedro com a morte do Papa Clemente VII. Optou pelo título de Ss. Giovanni e Paolo, 5 de setembro de 1534. Participou do conclave de 1534, que elegeu o Papa Paulo III. Durante sua última estada em Roma, sob a direção de seu secretário Iacopo Bonfadio, dedicou várias horas diárias ao estudo das letras, interrompido no início da adolescência. Nomeado bispo de Gaeta em 17 de fevereiro de 1535. Nomeado administrador da sé de Bovino em 15 de abril de 1535.
Morreu em Roma em 28 de julho de 1535, em seu palácio na piazza di Pasquino. Sepultado, ao lado do Evangelho, na capela-mor da igreja de Santiago de los Españoles; quando esta igreja foi vendida, o sepulcro foi transferido para o claustro da Igreja de Santa Maria de Montserrat dos Espanhóis, Roma. O seu epitáfio evoca os seus méritos de ordem profana, não de tipo religioso ou cultural: a pacificação das comunidades, conselheiro privado do imperador, fornecedor da armada que conduz o imperador à Itália e fornecedor da armada contra os turcos. Nomeou como herdeiros seu sobrinho Alfonso de Guzmán, arquidiácono de Baeza; deixou valiosas ofertas às catedrais de Bari, Leão e Jaén e à igreja de Úbeda; um legado de 2.000 ducados para seus antigos e meritórios servidores e assistentes; outro de 500 ducados para a igreja de Santiago e outro de 300 ducados para o hospital de Santiago, Roma. O seu último professor Bonfácio, não satisfeito com a parte que lhe correspondia nos 2.000 ducados, solicitou a biblioteca pessoal do falecido cardeal, que consistia em cerca de 60 volumes.